# Hügel (Neuhaus am Rennweg)

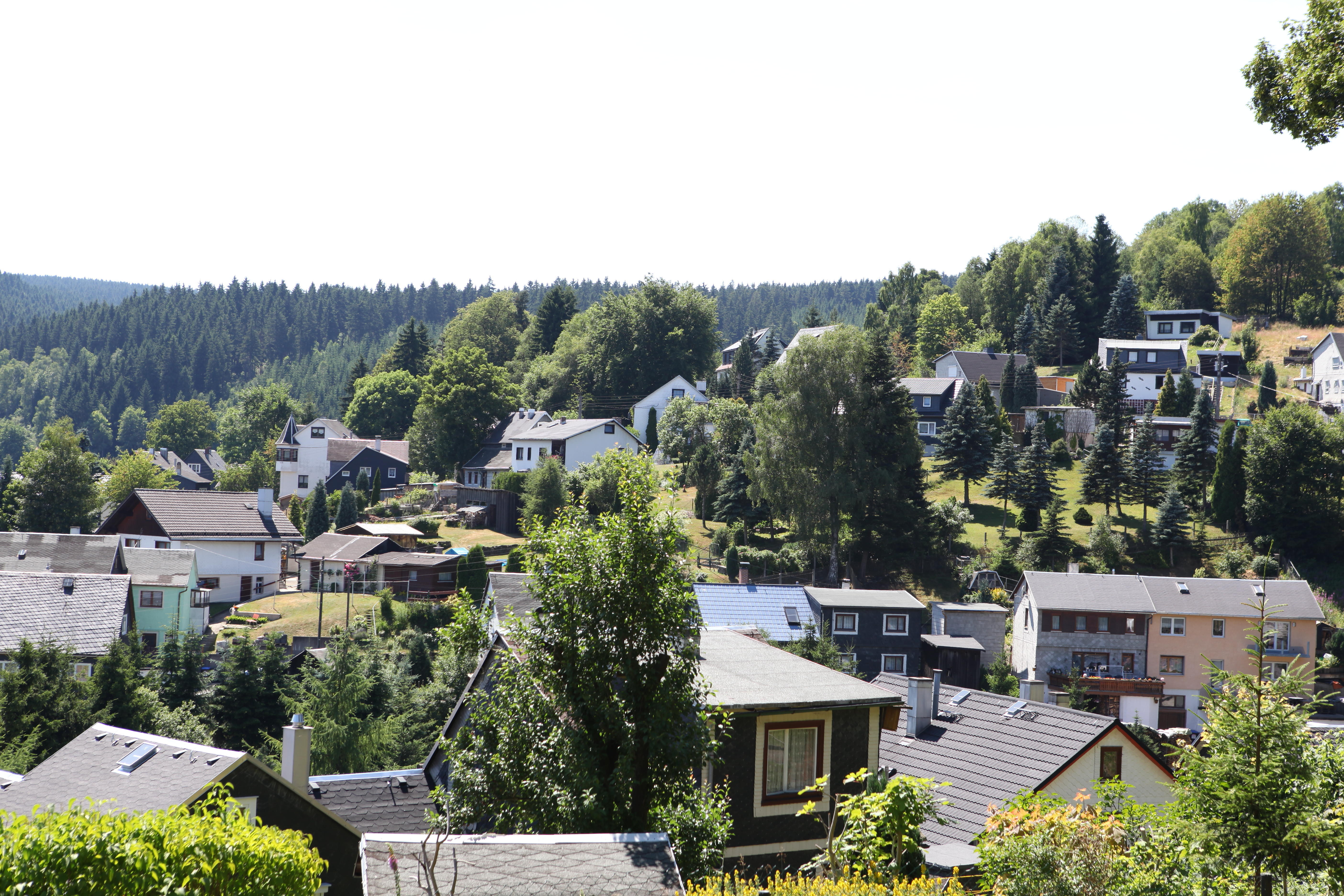
Hügel

Hügel ist eine Ortschaft des Ortsteils Lichte der Stadt Neuhaus am Rennweg im Landkreis Sonneberg in Thüringen.

## Lage
Bevor die Bundesstraße 281, auch Sonneberger Straße genannt, an die Waschdorfer Straße gen Westen gelangt, zweigt am Werk Lichte Porzellan nach Norden die Straße Hügel zur Siedlung Hügel ab und mündet kurz vor der Gabelung mit der Waschdorfer Straße auf die B 281. Dort liegt Hügel an einem nach Süden geneigten Hang.

## Geschichte
Dieses zusammengewachsene Gebirgsdorf teilt sich die Geschichte mit Oberlichte.
Zum 1. Januar 2019 kam Hügel im Zuge der Eingemeindung von Lichte zur Stadt Neuhaus am Rennweg und wechselte damit vom Landkreis Saalfeld-Rudolstadt in den Landkreis Sonneberg.

## Nachweise
1. ↑  Thüringer Gesetz- und Verordnungsblatt Nr. 14/2018 S. 795 ff., aufgerufen am 19. Januar 2019

Koordinaten: 50° 31′ N, 11° 11′ O